# Grupo Editorial Sial Pigmalión
El Grupo Editorial Sial Pigmalión es una editorial española fundada en 1997 con sede en Madrid.

## Historia y características

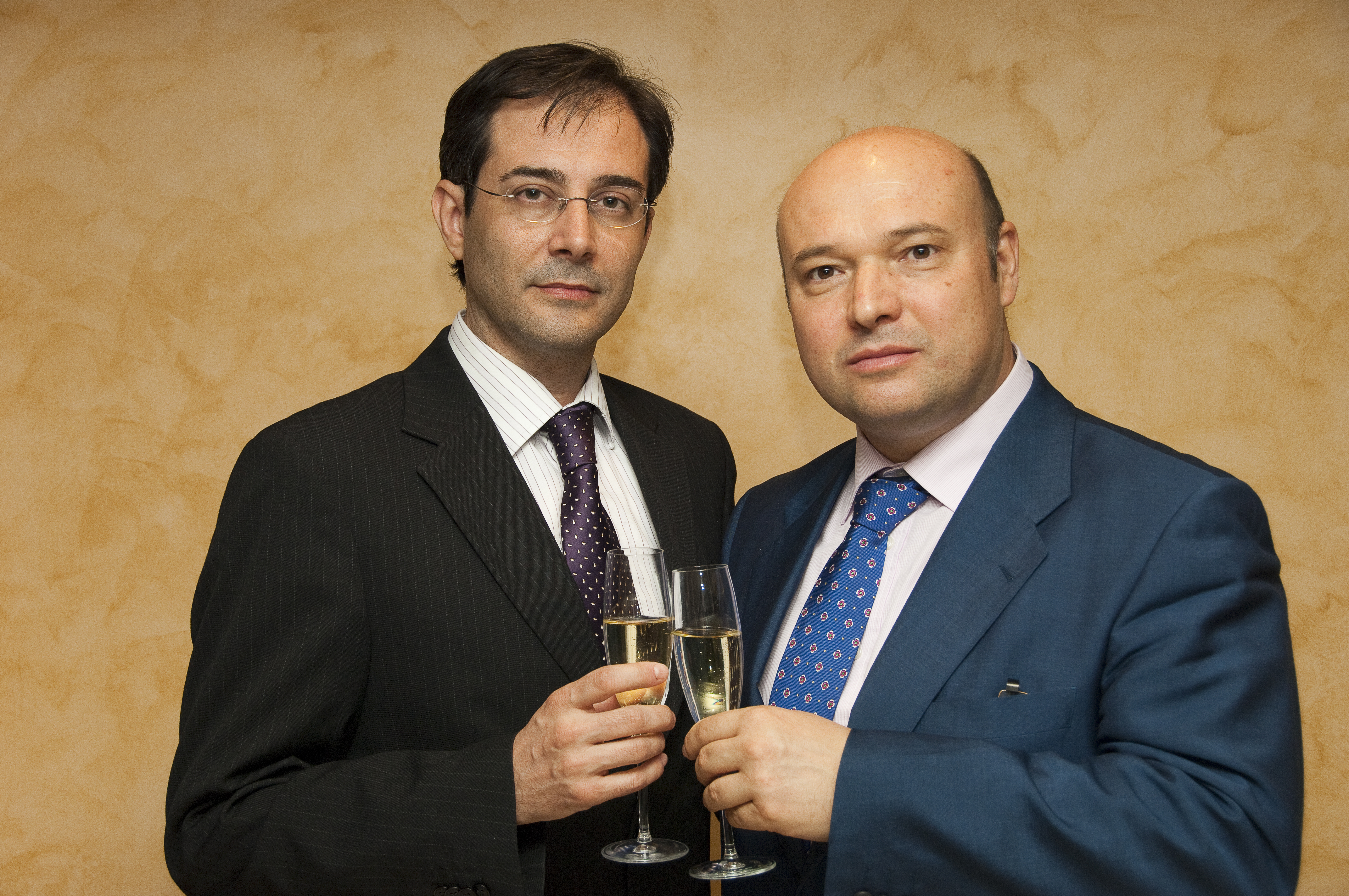
José Ramón Trujillo y Basilio Rodríguez Cañada, cofundadores del Grupo Editorial Sial Pigmalión

El Grupo Editorial Sial Pigmalión fue fundado en 1997 en Madrid por el editor, escritor y profesor Basilio Rodríguez Cañada, expresidente de la Asociación Española de Africanistas y actual presidente del PEN Club Español, y José Ramón Trujillo Martínez, profesor de la Universidad Autónoma de Madrid. El grupo, formado por las editoriales Sial Ediciones y Pigmalión Edypro, tiene como labor «comunicación cultural, organización de eventos, y edición de grandes obras de narrativa, poesía, ensayo, teatro, crítica literaria, universidad, cine, libro infantil y literatura de autor» según su página web.

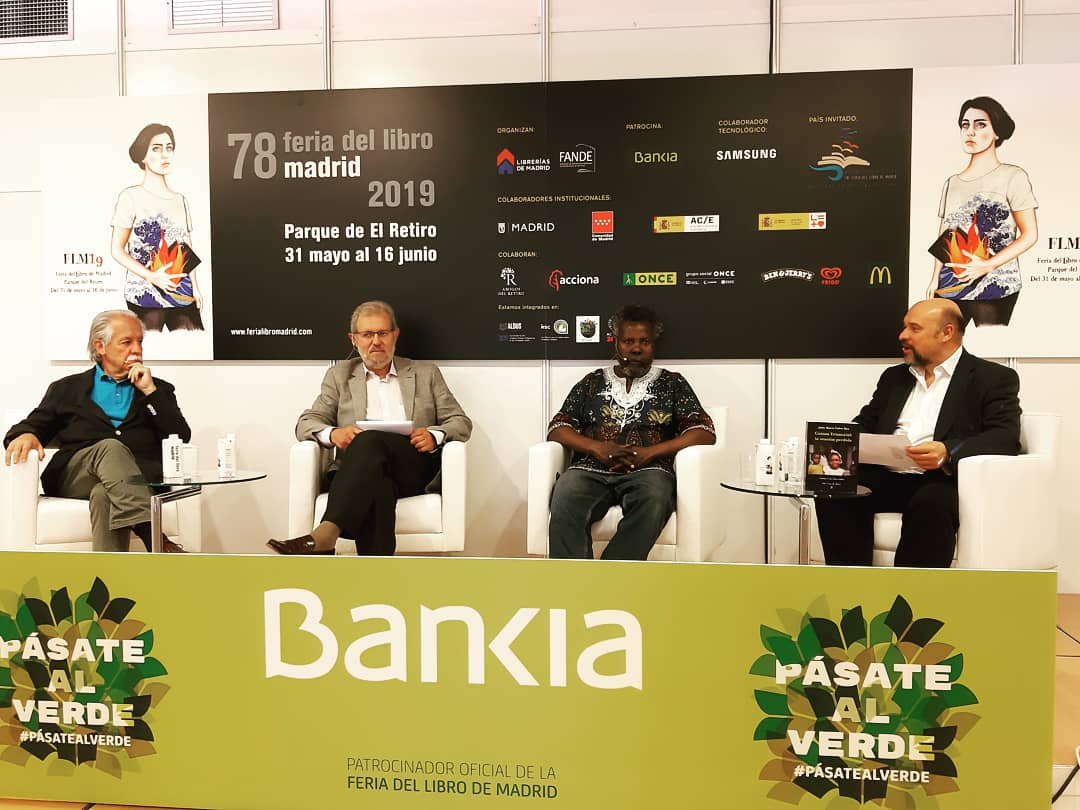
Integrantes del Grupo Editorial Sial Pigmalión en la 78.ª Feria del Libro de Madrid

Cada año, la editorial otorga varios premios y reconocimientos literarios: Premio Internacional de Literatura "Gustavo Adolfo Bécquer", Premio Internacional de Literatura “Rubén Darío” , Premio Internacional de Literaturas Africanas "Justo Bolekia Boleká", Premios Sial Pigmalión de Narrativa, Poesía, Pensamiento y Ensayo, Premio Internacional de Literatura Erótica “Anaïs Nin” , Premio Internacional "Virginia Woolf", Premio Internacional de Pensamiento y Ensayo "Aristóteles", Premio Internacional de Literatura Joven "Lord Byron", Premio Internacional "Esquilo" de Teatro y los Premios Escriduende, entre otros.
Fuera de España, el Grupo Editorial Sial Pigmalión cuenta con profundos lazos en África y América Latina, con distribución en Colombia y autores de varios países en las dos regiones.
Sial Pigmalión ha llevado a cabo diversos proyectos de cooperación, desarrollo y difusión cultural en países como Guinea Ecuatorial, Marruecos, Alemania, Túnez, Filipinas, Colombia, España, etc. En abril de 2015, la editorial hizo entrega en El Cairo, Egipto de 1.650 libros, valorados en 35.000 euros, a los departamentos de español de seis universidades egipcias, con el objetivo de "complementar la cooperación cultural española" ante la crisis económica.

## Colecciones
- Casa de África: la principal referencia en Estudios Africanos e Hispanoafricanos.
- Trivium: colección universitaria de textos y ensayo.
- Prosa Barroca: la principal colección de narrativa áurea hispánica.
- Contrapunto: colección de antologías y poesías reunidas de destacados autores de todos los tiempos.
- Candilejas: de teatro.
- Sial Narrativa: obras y autores clásicos.
- Pigmalión Narrativa: obras y autores modernos.
- Fugger Libros: obras y autores heterodoxos.
- Ex Libris. Literaturas de la memoria: obras de naturaleza biográfica y memorialística.
- Sial Silos: autores y textos religiosos.
- Litecom: sobre literatura y comunicación.
- Lumiére: sobre cine.
- El Basilisco: de libros ilustrados.
- Extremadura: de autores y temas extremeños.
- Eros: de literatura y estudios de temática erótica.
- Magíster: de textos didácticos y pedagógicos.

## Premios
En 2018, el Grupo Editorial Sial Pigmalión recibió el premio "Estrella de Oro" del Instituto para la Excelencia Profesional (IEP). Dos años después, la editorial recibió el Premio Europeo a la Calidad Empresarial otorgado por la Asociación Europea de Economía y Competitividad (AEDEEC).